# 科爾加爾任區
50°28′48″N 70°13′12″E / 50.48000°N 70.22000°E

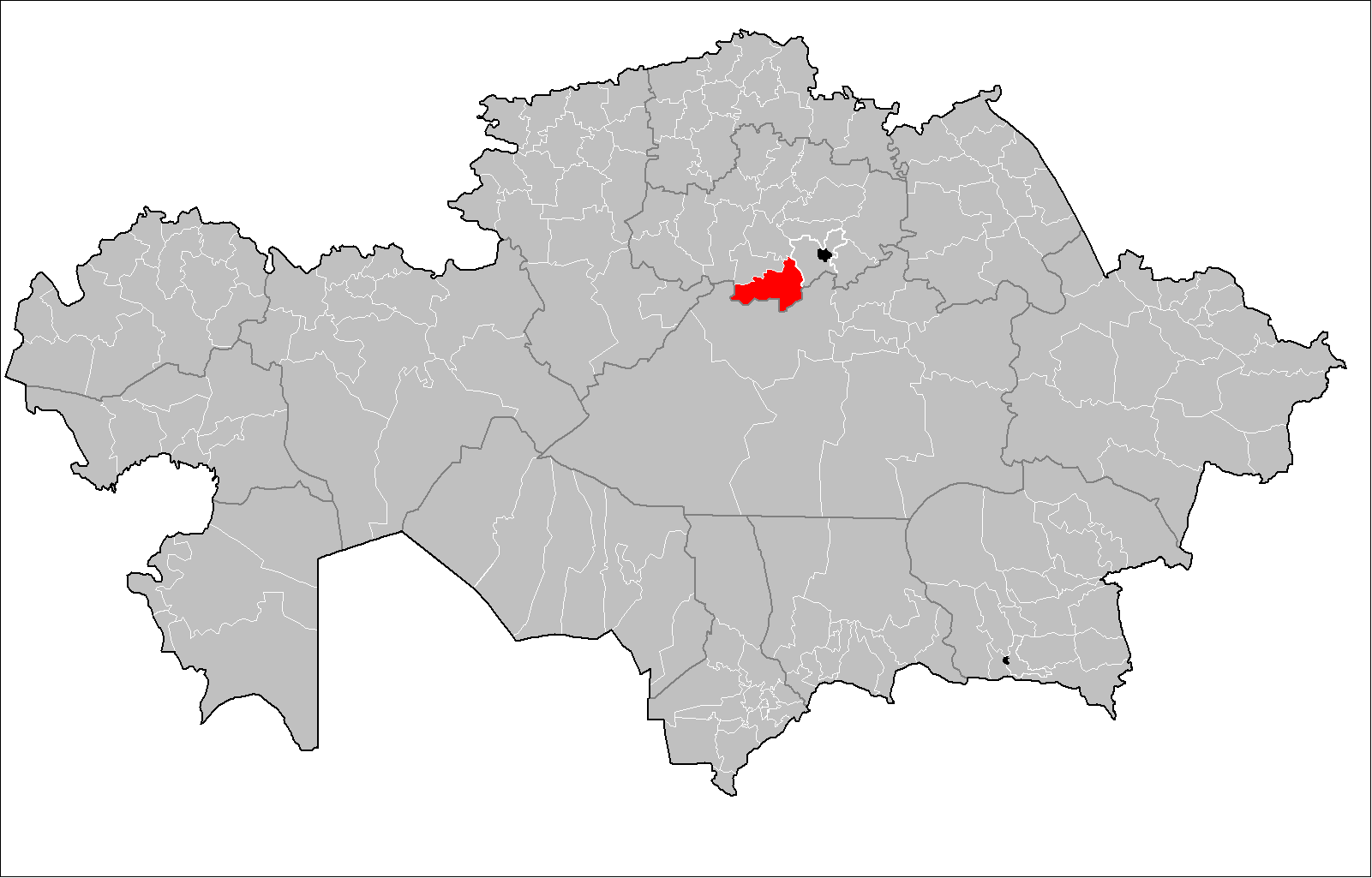

科爾加爾任區是哈薩克斯坦的行政區，位於該國北部，由阿克莫拉州負責管轄，首府設於科爾加爾任，始建於1932年，面積9,300平方公里，2013年人口9,505。